# Humberto López y Guerra
Pour les articles homonymes, voir López et Guerra.
Humberto Lopez y Guerra (H.L. Guerra), né le 12 août 1942 à Matanzas (Cuba), est un cinéaste, journaliste et romancier cubain-suédois. Il a commencé sa carrière cinématographique à Cuba, et l'a par la suite développée en Suède. Il vit à Antibes, en France, depuis 2011.

## Biographie
Il étudie la réalisation à la Deutsche Hochschule für Filmkunst (école d'arts du cinéma) de Babelsberg, en Allemagne (1963-1967), Il a dirigé plus de 20 documentaires et séries télévisées parmi lesquelles Federico Garcia Lorca : Meurtre à Grenade. De ses débuts à la télévision espagnole, le New York Times a écrit en octobre 1980 que son film avait réalisé la plus forte audience de l'année à la télévision espagnole.
Il a également réalisé le documentaire Arrabal consacré au dramaturge et cinéaste espagnol Fernando Arrabal, produit en 1979 par la télévision suédoise SVT et a été un lauréat au Festival Prix Italia (1981), "Det långa straffet" (La longue sentence), qui lui a valu un Emmy Award à New York en 1981, et « Le Cuba de Castro », la série la plus complète sur Cuba des années 1980.
Ondskans Är (Les Mauvaises Années) a reçu le premier prix pour la meilleure série télévisée Nordvision, pays nordiques, en 1987.
En 2012, il a publié Le Traître de Prague (El Traidor de Praga,  (ISBN 978-84-7962-738-6)), un roman d'espionnage, à la Maison d'édition Verbum SL de Madrid.